# ドレイモンド・グリーン
ドレイモンド・ジャマール・グリーン・シニア（Draymond Jamal Green Sr., 1990年3月4日 - ）は、アメリカ合衆国ミシガン州サギノー出身のプロバスケットボール選手。NBAのゴールデンステート・ウォリアーズに所属している。ポジションはパワーフォワード。得点以外でトリプル・ダブルを達成したNBA史上唯一の選手である。

## 経歴

### キャリア初期
2012-13シーズンは、82試合に出場しNBAキャリアを順調にスタートさせた。
2013-14シーズンは全試合出場するとともに、スタッツを2倍近くに伸ばし、プレーオフに於いては7試合中4試合でスターターを務めた。

### 2014-15シーズン
これまでの順調な成長とデビッド・リーが負傷で開幕から欠場したのに伴い、スターターの座を得て攻守共に大きくスタッツを伸ばした。個人成績としては79試合に出場し、30得点、11アシスト、12リバウンドを記録。この年67勝15敗を記録したチームに大きく貢献した。またレギュラーシーズン終了後に行われたNBA最優秀守備選手賞では、最多の1位票を獲得しカワイ・レナードに次ぐ2位に入り、NBAオールディフェンシブチームのファーストチームに選出された。チームは順調にNBAファイナルに勝ち上がり、クリーブランド・キャバリアーズとの対戦となったこの対戦は、1勝2敗で迎えた第4戦からスモールラインアップを敷いたことにより、グリーンはセンターのポジションに入り、ゴール下で奮闘。また激しいディフェンスでキャブスのオフェンスのリズムを狂わせ、その後3連勝を飾り、ウォリアーズの優勝に貢献した。

### 2015-16シーズン
2015年7月1日にウォリアーズとの5年総額9500万ドルの大型契約に合意した。2016年1月4日のシャーロット・ホーネッツ戦でトリプル・ダブルを達成し、チーム史上2人目、NBA史上15人目となる3試合連続でトリプル・ダブルを達成した選手となった。その活躍もあり、オールスターファン投票ではフロントコート部門では5位の75万票を獲得し自身初のNBAオールスターゲーム出場を果たした。オールスターではNBA記録更新まであと1点としているポール・ジョージを厳しくマークし、記録更新を防いだ。
プレーオフでは血気盛んな性格やプレースタイルが災いしオクラホマシティ・サンダー戦で2試合連続でスティーブン・アダムズの股間を蹴り上げ、特に第3戦での同行為は試合中ではフレグラントファウル1だったが悪質だったとして試合後にフレグラント2に格上げになった。通常であれば翌試合が出場停止になることもあるがこの時は罰金処分が下されたのみだった。ファイナル第4戦でもレブロン・ジェームズともつれて倒れた後にグリーンの上をジェームズがまたぎ、起き上がったグリーンの右腕がジェームズの股間にあたり一触即発の事態になった。試合中はダブルファウル判定だったが試合後にジェームズは揉め合いを誘発したとしてテクニカルファウルに、グリーンは股間を故意に殴ったとしてフレグラントファウル1に格上げされた。このフレグラントファウルの累積により自動的に第5戦が出場停止になり、勢いを失ったウォリアーズが3連敗を喫してファイナル敗退となる大きな要因の1つとなってしまった。
2015-16シーズン後、2016リオ五輪のアメリカ代表に選出され、金メダル獲得に貢献した。

### 2016-17シーズン
ミルウォーキー・バックス、アトランタ・ホークス、ニューオーリンズ・ペリカンズ戦ではクラッチタイムで勝利を決定づけるブロックやスティールを記録し、チームメイトや識者からもDPOY筆頭の声が上げられた。
2017年2月10日のメンフィス・グリズリーズ戦では、4得点ながらも、12リバウンド、10アシスト、10スティールを記録し、リーグ史上初の1桁得点によるトリプル・ダブルを達成した。また同シーズンは初のスティール王に輝き、2度目のNBAチャンピオンにも輝いた。シーズン終了後には、「今季こそ選ばれたい」と意気込んでいたNBA最優秀守備選手賞（DPOY）にウォリアーズの選手として初めて選ばれた。

### 2017-18シーズン
2018年1月4日に行われたヒューストン・ロケッツ戦で17得点、14リバウンド、10アシストのトリプル・ダブルを記録しチームの勝利に貢献した。これによりトム・ゴーラがフィラデルフィア・ウォリアーズ時代に記録した通算トリプル・ダブル数のフランチャイズ記録を21に更新、更にこのトリプル・ダブルによってグリーンがトリプル・ダブルを記録した試合のチームの勝敗記録を21-0に伸ばした。2018年2月18日に行われるNBAオールスターゲームに出場することが発表された。3月8日に行われたサンアントニオ・スパーズ戦でトリプル・ダブルとなる11得点、12リバウンド、10アシストを記録、試合はウォリアーズが110-107で勝利した。プレーオフ1回戦、対サンアントニオ・スパーズの第5戦でプレーオフキャリアハイとなる19リバウンドを含む17得点を記録し、チームは99-91で勝利しウォリアーズが4勝1敗で2回戦進出を決めた。プレーオフ2回戦、対ニューオーリンズ・ペリカンズの初戦で自身プレーオフキャリア4度目かつトム・ゴーラの持つチームのプレーオフ最多トリプル・ダブルを更新する16得点、15リバウンド、11アシストを記録し、チームは123-101で勝利した。

### 2018-19シーズン
この年も66試合に出場し得意のディフェンスでチームに貢献した。3連覇を目指すチームは5年連続でNBAファイナルに出場したが、トロント・ラプターズに敗れ優勝を逃した。

### 2019-20シーズン
2019年8月3日にウォリアーズとの4年総額1億ドルの延長契約に合意した。
2020年2月1日のクリーブランド・キャバリアーズ戦でシーズンハイとなる16アシストを含む8得点、7リバウンド、2スティール、2ブロックを記録し、チームは131-112で勝利した。
2020年8月9日、グリーンはInside the NBAにコメンテーターとして出演した際、フェニックス・サンズに所属するデビン・ブッカーに対し、「今の状況は彼のキャリアにとって良いものではない」、「優勝のためにプレーすべきで、サンズから出してやらないといけない」などと発言し、改ざん防止規則に違反する発言をしたとしてNBAはグリーンに5万ドルの罰金を科した。しかしその後グリーンはTwitterで反応し、罰金を笑い飛ばすなどした。

### 2020-21シーズン
2021年2月26日のシャーロット・ホーネッツ戦でキャリアハイとなる19アシストを含む11得点、12リバウンドを記録し、チームは130-121で勝利した。5月3日のニューオーリンズ・ペリカンズ戦で自身29度目のトリプル・ダブルとなる10得点、13リバウンド、15アシスト、3スティール、2ブロックを記録し、チームは123-108で勝利した。
カーHCは『KNBR』の番組『Tolbert, Krueger and Brooks』で、現役時代の1995年から1998年にシカゴ・ブルズで一緒にプレイした殿堂入り選手のデニス・ロッドマンを引き合いに、グリーンの特徴を称えた。
「ドレイモンドはユニークな選手だ。私が今まで見た中で、得点を全くせずに試合を支配できる唯一の男はデニス・ロッドマンだった。ドレイモンドは守備面でデニスと似ていて、5つのポジションすべてを守ることでゲームをコントロールできる。ただ、ドレイモンドはロッドマンよりもはるかにオフェンス面で優れている。ボールを巧みに扱い、パサーとして優れ、我々のためにチームを走らせられる。ステフ（ステフィン・カリー）とのピック&ロールゲームは非常にユニークだ」と発言した。
グリーンはウォリアーズの攻撃においてゲームメイク役を担い、カリーとのピック&ロールは重要な攻撃オプションの1つとなっている。
そしてシーズン全体では平均7.0得点、7.1リバウンド、8.9アシスト、1.7スティール、0.8ブロックを記録し、NBAオールディフェンシブファーストチームに選出された。
オフシーズンに行われた東京2020オリンピック（実際は新型コロナウィルスの影響で2021年に開催）に参加し平均3.5点、3.0リバウンド、2.8アシストというスタッツだったものの、数字以上のインパクトをチームに与え、個人としてリオデジャネイロオリンピック以来となる金メダルを獲得した。

### 2023-24シーズン
2023年11月14日のミネソタ・ティンバーウルブズ戦で、乱闘中にルディ・ゴベアにヘッドロックをかけたことで5試合の出場停止処分、さらに復帰直後の12月13日のフェニックス・サンズ戦で、振り回した腕がユスフ・ヌルキッチの顔面付近にヒットして退場処分を受けたことから、度重なるルール違反の前例も考慮して無期限の出場停止処分を受けた。この処分は約1カ月後に解かれ、1月15日のメンフィス・グリズリーズ戦に途中出場で17試合ぶりに復帰した。
2024年4月12日のニューオーリンズ・ペリカンズ戦で、0得点（フィールドゴール試投0本、フリースロー試投0本）、12リバウンド、11アシストを記録し、シュートを1本も打たずにダブル・ダブルを達成した史上初の選手となったが、チームは109-114で敗れた。なお、無得点でダブル・ダブルを達成したのは、ノーム・ヴァン・ライアー、ジョシュ・ギディー、トマシュ・サトランスキーに次いでNBA史上4人目であった。

## プレースタイル
状況判断やパスに優れ、フォワードでありながらポイントガードのようにゲームメイクもでき、かつセンターの役割もこなせるマルチプレイヤーである。ファウルギリギリのムービング・スクリーンが得意な為、ピック・アンド・ロールではチームメイトのステフィン・カリーやクレイ・トンプソンのマークマンを外すことが多い。リーグを代表する好ディフェンダーであり、強靭な肉体と俊敏性を活かしたポスト内外のディフェンスに長けている。個人成績が特別に優れているわけではないが、高いバスケIQを武器に、ウォリアーズ王朝のチームオフェンスとチームディフェンス両方において、総司令官的な役割を担った。2023年シーズンオフに去就が注目された時、スティーブ・カーHCは「彼が戻ってこなかったら我々は優勝候補でなくなる」と発言した。レブロン・ジェームズは、グリーンが天下一品のバスケIQを誇っていると語っている。
非常に競争心が激しく、血の気が多いことでも知られており、コートの内外で多くのトラブルを招いている。 前述してあるようにスティーブン・アダムズへの股間蹴りを始め、抗議や叫び声に対するテクニカル・ファウルを頻繁に取られており、出場停止処分も受けている。

## 個人成績

### NBA

#### レギュラーシーズン
| シーズン     | チーム       | GP  | GS  | MPG  | FG%  | 3P%  | FT%  | RPG | APG | SPG  | BPG | PPG  |
| ------------ | ------------ | --- | --- | ---- | ---- | ---- | ---- | --- | --- | ---- | --- | ---- |
| 2012–13      | GSW          | 79  | 1   | 13.4 | .327 | .209 | .818 | 3.3 | .7  | .5   | .3  | 2.9  |
| 2013–14      | GSW          | 82  | 12  | 21.9 | .407 | .333 | .667 | 5.0 | 1.9 | 1.2  | .9  | 6.2  |
| 2014–15†     | GSW          | 79  | 79  | 31.5 | .443 | .337 | .660 | 8.2 | 3.7 | 1.6  | 1.3 | 11.7 |
| 2015–16      | GSW          | 81  | 81  | 34.7 | .490 | .388 | .696 | 9.5 | 7.4 | 1.5  | 1.4 | 14.0 |
| 2016–17†     | GSW          | 76  | 76  | 32.5 | .418 | .308 | .709 | 7.9 | 7.0 | 2.0* | 1.4 | 10.2 |
| 2017–18†     | GSW          | 70  | 70  | 32.7 | .454 | .301 | .775 | 7.6 | 7.3 | 1.4  | 1.3 | 11.0 |
| 2018–19      | GSW          | 66  | 66  | 31.3 | .445 | .285 | .692 | 7.3 | 6.9 | 1.4  | 1.1 | 7.4  |
| 2019–20      | GSW          | 43  | 43  | 28.4 | .389 | .279 | .759 | 6.2 | 6.2 | 1.4  | .8  | 8.0  |
| 2020–21      | GSW          | 63  | 63  | 31.5 | .447 | .270 | .795 | 7.1 | 8.9 | 1.7  | .8  | 7.0  |
| 2021–22†     | GSW          | 46  | 44  | 28.9 | .525 | .296 | .659 | 7.3 | 7.0 | 1.3  | 1.1 | 7.5  |
| 2022–23      | GSW          | 73  | 73  | 31.5 | .527 | .305 | .713 | 7.2 | 6.8 | 1.0  | .8  | 8.5  |
| 2023–24      | GSW          | 55  | 52  | 27.1 | .497 | .395 | .730 | 7.2 | 6.0 | 1.0  | .9  | 8.6  |
| 2024–25      | GSW          | 68  | 66  | 29.2 | .424 | .325 | .687 | 6.1 | 5.6 | 1.5  | 1.0 | 9.0  |
| 通算         | 通算         | 881 | 726 | 28.7 | .449 | .320 | .710 | 6.9 | 5.6 | 1.3  | 1.0 | 8.7  |
| オールスター | オールスター | 3   | 0   | 15.7 | .375 | .000 | .750 | 5.7 | 2.7 | 2.0  | .7  | 3.0  |

#### プレーオフ
| シーズン | チーム | GP  | GS  | MPG  | FG%  | 3P%  | FT%  | RPG  | APG | SPG | BPG | PPG  |
| -------- | ------ | --- | --- | ---- | ---- | ---- | ---- | ---- | --- | --- | --- | ---- |
| 2013     | GSW    | 12  | 1   | 18.6 | .429 | .391 | .765 | 4.3  | 1.6 | .5  | .8  | 5.8  |
| 2014     | GSW    | 7   | 4   | 32.6 | .467 | .276 | .792 | 8.3  | 2.9 | 1.7 | 1.7 | 11.9 |
| 2015†    | GSW    | 21  | 21  | 37.3 | .417 | .264 | .736 | 10.1 | 5.2 | 1.8 | 1.2 | 13.7 |
| 2016     | GSW    | 23  | 23  | 38.2 | .431 | .365 | .738 | 9.9  | 6.0 | 1.6 | 1.8 | 15.4 |
| 2017†    | GSW    | 17  | 17  | 34.9 | .447 | .410 | .687 | 9.1  | 6.5 | 1.8 | 1.6 | 13.1 |
| 2018†    | GSW    | 21  | 21  | 39.0 | .432 | .266 | .796 | 10.6 | 8.1 | 2.0 | 1.5 | 10.8 |
| 2019     | GSW    | 22  | 22  | 38.7 | .498 | .228 | .718 | 10.1 | 8.5 | 1.5 | 1.5 | 13.3 |
| 2022†    | GSW    | 22  | 22  | 32.0 | .479 | .205 | .638 | 7.2  | 6.3 | 1.1 | 1.0 | 8.0  |
| 2023     | GSW    | 12  | 9   | 30.6 | .462 | .250 | .727 | 6.9  | 6.8 | 1.5 | 1.0 | 9.4  |
| 2025     | GSW    | 12  | 12  | 32.4 | .389 | .267 | .692 | 5.5  | 3.8 | 1.4 | .9  | 9.1  |
| 通算     | 通算   | 169 | 152 | 34.5 | .445 | .300 | .726 | 8.6  | 6.0 | 1.5 | 1.3 | 11.4 |

### カレッジ
| シーズン | チーム           | GP  | GS | MPG  | FG%  | 3P%  | FT%  | RPG  | APG | SPG | BPG | PPG  |
| -------- | ---------------- | --- | -- | ---- | ---- | ---- | ---- | ---- | --- | --- | --- | ---- |
| 2008-09  | ミシガンステート | 37  | 0  | 11.4 | .556 | .000 | .615 | 3.3  | .8  | .6  | .2  | 3.3  |
| 2009-10  | ミシガンステート | 37  | 3  | 25.5 | .525 | .125 | .672 | 7.7  | 3.0 | 1.2 | .9  | 9.9  |
| 2010-11  | ミシガンステート | 34  | 27 | 30.1 | .426 | .366 | .683 | 8.6  | 4.1 | 1.8 | 1.1 | 12.6 |
| 2011-12  | ミシガンステート | 37  | 36 | 33.2 | .449 | .388 | .723 | 10.6 | 3.8 | 1.5 | .9  | 16.2 |
| 通算     | 通算             | 145 | 66 | 25.0 | .467 | .361 | .687 | 7.6  | 2.9 | 1.2 | .8  | 10.5 |

## 人物
- ミシガン州立大学の先輩で、ウォリアーズでも活躍したジェイソン・リチャードソンに敬意を表して、背番号は23を着けている。
- 2014-2015シーズンのNBAファイナルで対戦したクリーブランド・キャバリアーズのカイリー・アービングが、ファイナル終了後に自身を含めケビン・ラブや、アンダーソン・ヴァレジャオなど、チーム内に負傷者が続出し、ファイナルを満足に闘えずに敗退したことについて、「もしフルメンバーで闘えていたら、我々が勝っていた」と発言したのに対し、グリーンは「もし僕の身長（公称201cm）があと10cm高かったら、アンソニー・デイビスみたいな選手になれただろうね」と一笑に付した。
- チームメイトのステフィン・カリーやクレイ・トンプソン、アンドレ・イグダーラ、ケビン・デュラント等と同様に熱心なクリスチャンとして知られる[29]。「友人は失っても信仰心を失うことはない」と語っている。
- トラッシュトークが多いことでも知られるが、ティム・ダンカンに口撃を仕掛けたところダンカンは怒るわけでもなく無言でじっとグリーンを見つめ返しただけだったため、トラッシュトークの効果がないのか意味が通じていないと思いそれ以降ダンカンへのトラッシュトークをやめた。
- 2015-16シーズンではウォリアーズの選手の中で唯一レギュラーシーズン勝利した73試合、およびプレーオフ勝利した15試合の全てに出場しており、計88勝を経験している。これはNBA記録である。これに次ぐ記録は1995-96のスティーブ・カーとマイケル・ジョーダンの87勝である（レギュラーシーズンの72勝とプレーオフの15勝。当時プレーオフ1回戦は5試合制だった）。
- 2015-16シーズン後、友人の結婚式に参加するため地元ミシガン州に戻ったグリーンはナイトクラブで一般客からなぐられ仕返しに暴行をしたとして逮捕され、200ドルの保釈金を支払い保釈された。被害者の男性（奇しくもグリーンの後輩にあたるミシガン州立大学のアメリカンフットボール部の学生であった）は面識はなかったが二日連続で同じクラブで鉢合わせており、1日目から言い争いがあった。グリーンと男子学生の供述は食い違うものの、公判では警察側から騒音違反の罰金560ドルを支払うのであれば暴行容疑は取り下げるという提案を受け入れ、被害者側の訴えは退けられグリーンは無罪となった。もし暴行容疑が有罪となった場合五輪出場選手としての品格が損なわれたとして選考選手から除外される可能性や、ミシガン州では禁固刑が課せられるので2016年リオデジャネイロオリンピック出場が危ぶまれる事態となっていたが、無事に出場が許され金メダルを獲得した。
- 2011年NBAドラフト、2巡目全体35位で指名されたグリーンの直前の2選手（33位、34位）は両人ともクリーブランド・キャバリアーズが指名し、直後に両人ともダラス・マーベリックスにトレードされた。後年グリーンのそのマルチタレントぶりが開花されたことについて、キャバリアーズオーナーのダン・ギルバートは「彼を指名しなかったことを後悔している」と語っている。
- 破天荒な一面もあり、大学時代サウナにエアロバイクを持ち込み何度も壊している。
- ウォリアーズが2016年のNBAファイナルでキャバリアーズと再戦するも、3勝1敗から3連敗を喫して、本拠地オラクル・アリーナで連覇を逃し、キャバリアーズによってクリーブランドの街に半世紀ぶりに世界タイトルがもたらされたが、同年秋に同じクリーブランドに本拠地を置くMLBのクリーブランド・インディアンスが、19年ぶりに出場したワールドシリーズで、シカゴ・カブス相手に3勝1敗から3連敗を喫し、本拠地プログレッシブ・フィールドで世界一を逃したことに対し、グリーンはここぞとばかりに自身のTwitterでこの件を嘲笑する書き込みを行った[30]。
- 2017年のイースタンカンファレンスプレーオフのボストン・セルティックス対ワシントン・ウィザーズ戦で、ケリー・オリニクとケリー・ウーブレとの間で乱闘騒ぎが発生し、ウーブレがオリニクを押し倒して退場処分を受けた件に関し、グリーンは2シーズン前にオリニクがケビン・ラブに重傷を負わせたことを例に挙げ、「彼（オリニク）はとてもダーティなプレーをする選手だ」と、オリニクを激しく非難した[31]。
- 2017年に夫人が第一子を出産し、ドレイモンド・グリーン・ジュニア（Draymond Green Jr.）と命名した。そのため、グリーン本人も法律上の本名を『ドレイモンド・ジャマール・グリーン・シニア』（Draymond Jamal Green Sr.）と改名した。
- 2017年10月23日の対ダラス・マーベリックス戦で、ウォリアーズ大量リードで迎えた第4クォーター終盤の場面で、マーベリックスベンチが経験を積ませる為に投入したドラフト外ルーキーのジャン・クラベルに対し、ベンチに座っていたグリーンは、「彼は一体何者なんだい!?」とばかりに大爆笑する姿が映し出された[32]。

## タイトル・受賞
- 4×NBAチャンピオン（2015、2017、2018、2022）
- 3×NBAオールスター（2016-2018）
- オールNBAセカンドチーム（2016）
- オールNBAサードチーム（2017）
- NBA最優秀守備選手賞（2017）
- 4× NBAオールディフェンシブ・ファーストチーム（2015-2017、2021）
- 3× NBAオールディフェンシブ・セカンドチーム（2018、2019、2022）
- NBAスティール王（2017）
- NABC年間最優秀選手賞（2012）
- オールアメリカン・コンセンサスファーストチーム（2012）
- Big Ten最優秀選手賞（2012）
- Big Tenオールファーストチーム（2012）
- 2× Big Tenオールサードチーム（2010、2011）
- Big Tenオールディフェンシブチーム（2012）
- Big Tenシックスマン賞（2010）
- Big TenトーナメントMVP（2012）
- No. 23 ミシガンステート・スパルタンズ永久欠番
- パレード誌オールアメリカン・フォースチーム（2008）